# Руготино
Руготино (рос. Руготино) — присілок Гагарінського району Смоленської області Росії. Входить до складу Пречистенського сільського поселення.
Населення — 3 особи. 